# Philematium mussardi
Philematium mussardi är en skalbaggsart som beskrevs av Pierre Lepesme och Stefan von Breuning 1956. Philematium mussardi ingår i släktet Philematium och familjen långhorningar. Inga underarter finns listade i Catalogue of Life.